# Deutzia pilosa
Deutzia pilosa är en hortensiaväxtart som beskrevs av Alfred Rehder. Deutzia pilosa ingår i släktet deutzior, och familjen hortensiaväxter. Inga underarter finns listade i Catalogue of Life.